# Schauerberg

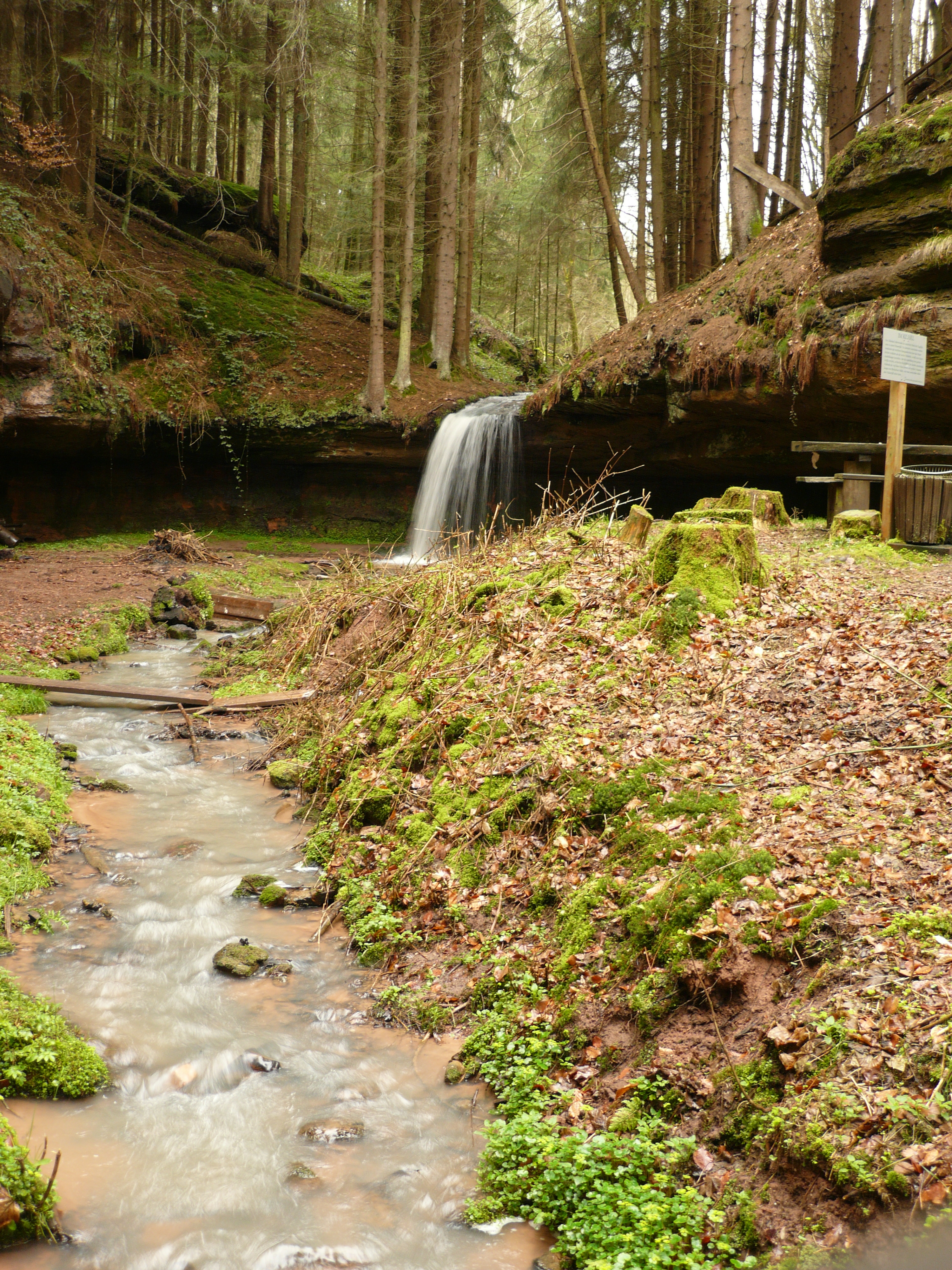
Odenbachtal im Westen der Gemeindegemarkung

Schauerberg ist die nach Einwohnerzahl fünftkleinste Ortsgemeinde im Landkreis Südwestpfalz in Rheinland-Pfalz. Sie gehört der Verbandsgemeinde Thaleischweiler-Wallhalben an, innerhalb derer sie gemessen an der Einwohnerzahl die zweitkleinste und gemessen an der Fläche die drittkleinste Ortsgemeinde darstellt.

## Geographie
Schauerberg liegt auf der Sickinger Höhe. 43,9 Prozent der Gemarkungsfläche sind bewaldet, 46,2 Prozent werden landwirtschaftlich genutzt (Stand 2017). Zu Schauerberg gehört zusätzlich der Wohnplatz Forsthaus Schauerberg. Nachbargemeinden sind – im Uhrzeigersinn – Weselberg, Hermersberg, Höheinöd, Herschberg und Saalstadt. Der Schauerbach bildet im Nordosten, Osten und Süden die Gemarkungsgrenze zu Weselberg beziehungsweise Höheinöd und der Odenbach im Nordwesten diejenige zu Herschberg.

## Geschichte
Schauerberg wurde im Jahre 1732 erstmals urkundlich erwähnt, damals in der Schreibweise „Scheuerberg“. Es ist jedoch davon auszugehen, dass Schauerberg aus mehreren kleineren Siedlungen entstanden ist, die sich im Tal befanden und wesentlich früher entstanden sind. Das Dorf Schauerberg gehörte bis zum Ende des 18. Jahrhunderts zum sogenannten Kleingericht der Herrschaft Landstuhl, das im Besitz der der Linie Sickingen-Sickingen der Freiherren von Sickingen  war.
1798 bis 1814, als die Pfalz Teil der Französischen Republik (bis 1804) und anschließend Teil des Napoleonischen Kaiserreichs war, war Schauerberg in den Kanton Waldfischbach im Departement Donnersberg eingegliedert und unterstand der  Mairie Herschberg.
Aufgrund der auf dem Wiener Kongress getroffenen Vereinbarungen kam das Gebiet im Juni 1815 zunächst zu Österreich und wurde 1816 auf der Grundlage eines Staatsvertrags an das Königreich Bayern abgetreten. Unter der bayerischen Verwaltung gehörte Schauerberg weiterhin dem Kanton Waldfischbach an und war von 1817 an Bestandteil des Landkommissariats Pirmasens innerhalb des Rheinkreises, das 1862 zum Bezirksamt Pirmasens wurde.
Seit 1939 gehörte die Gemeinde zum Landkreis Pirmasens (1997 in Landkreis Südwestpfalz umbenannt). Nach dem Zweiten Weltkrieg wurde die Schauerberg innerhalb der französischen Besatzungszone Teil des Regierungsbezirks Pfalz im damals neu gebildeten Land Rheinland-Pfalz. Im Zuge der ersten rheinland-pfälzischen Verwaltungsreform wurde die Gemeinde 1972 der neugeschaffenen Verbandsgemeinde Wallhalben zugeordnet. Seit 2014 gehört Schauerberg zur Verbandsgemeinde Thaleischweiler-Wallhalben.

## Bevölkerung

### Einwohnerentwicklung
Die Entwicklung der Einwohnerzahl von Schauerberg veranschaulicht die folgende, die Werte von 1871 bis 1987 beruhen auf Volkszählungen:
| Jahr | Einwohner |
| ---- | --------- |
| 1815 | 140       |
| 1835 | 143       |
| 1871 | 192       |
| 1905 | 202       |
| 1939 | 203       |
| 1950 | 240       |
| 1961 | 227       |

| Jahr | Einwohner |
| ---- | --------- |
| 1970 | 224       |
| 1987 | 217       |
| 1997 | 226       |
| 2005 | 196       |
| 2011 | 193       |
| 2017 | 194       |
| 2023 | 186       |

### Religion
Ende 2014 waren 62,6 Prozent der Einwohner katholisch und 27,3 Prozent evangelisch. Die übrigen gehörten einer anderen Religion an oder waren konfessionslos. Die Katholiken gehören zum Bistum Speyer und unterstehen dort dem Dekanat Pirmasens, die Evangelischen zur Protestantischen Landeskirche Pfalz.

## Politik

### Gemeinderat
Der Gemeinderat in Schauerberg besteht aus sechs Ratsmitgliedern, die bei der Kommunalwahl am 9. Juni 2024 in einer Mehrheitswahl gewählt wurden, und dem ehrenamtlichen Ortsbürgermeister als Vorsitzendem.

### Bürgermeister
Martin Eichert wurde 2009 Ortsbürgermeister von Schauerberg. Bei der Direktwahl am 26. Mai 2019 wurde er mit einem Stimmenanteil von 85,25 % und am 9. Juni 2024 als einziger Bewerber mit 75,6 % jeweils für weitere fünf Jahre in seinem Amt bestätigt.

### Wappen
| Wappen von Schauerberg | Blasonierung: „Über erhöhtem schwarzem Wellenschildfuß, darin fünf silberne Bollen 2:1:2, in Silber eine schwarzgeständerte rotgedeckte goldene Scheune.“             |
| Wappen von Schauerberg | Wappenbegründung: Die fünf Bollen erinnern an die ehemaligen Ortsherren, die Herren von Sickingen. Das Wappen wurde 1983 von der Bezirksregierung Neustadt genehmigt. |

## Kultur und Sehenswürdigkeiten

### Kulturdenkmäler
Vor Ort befinden sich zwei Objekte, die unter Denkmalschutz stehen.

### Natur
Das Landschaftsschutzgebiet Wallhalbtal – Schauerbachtal erstreckt sich teilweise über die Gemarkung von Schauerberg.
Bei einer Durchfahrt durch den Ort wird  entlang der Felder mit Perspektive über die Sickinger Höhe, am Forsthaus vorbei der Wasserschaupfad und der Kessel passiert, an dem sich mehrere Bäche zu Wasserfällen vereinen und im Winter ein bizarres Gebilde aus Wasser und Eis entstehen lassen. Die Talauen mit Mühlengaststätten wie beispielsweise der Weihermühle, dem kleinen Pavillon oder der Kneispermühle, die sich alle bereits jenseits der Gemeindegemarkung befinden, fungieren zusätzlich zur Erholung in der Natur.

## Wirtschaft und Infrastruktur

### Wirtschaft
Vor Ort existieren eine Schreinerei, ein Friseur-, Kosmetik- und Fußpflegestudio, ein Meisterbetrieb Straßenbau, ein Karosserie- und Unfallrestaurationsbetrieb, ein Elektrotechnikmeisterbetrieb, ein Gebäudereinigungsunternehmen und eine Pferdepension.

### Verkehr
Der Ort ist über die untergeordnete Kreisstraße 22 aus nördlicher Richtung von Saalstadt zu erreichen. Über die nahegelegene Auffahrt Weselberg der A 62 besteht Anschluss an den Fernverkehr.

### Tourismus
Durch die Gemeindegemarkung verläuft ein Wanderweg, der mit einem blauen Punkt gekennzeichnet ist und eine Verbindung mit Hauptstuhl sowie Leimen herstellt.

## Persönlichkeiten

### In Schauerberg geboren
- Hubert Keßler (1934–2008), Fußballfunktionär
- Berthold Kattler (seit 2015 Ehrenbürger der Gemeinde Schauerberg), Altbürgermeister

### Mit Schauerberg verbunden
- Uwe Benkel (* 1960), Vermisstenforscher, verfasste 2013 ein Buch über gefallene und vermisste Bewohner Schauerbergs der beiden Weltkriege.